# Stolidoptera
Genre
Le genre Stolidoptera regroupe des insectes lépidoptères de la famille des Sphingidae, de la sous-famille des Macroglossinae, et de la tribu des Dilophonotini.

## Distribution
Amérique centrale et au nord de l'Amérique du Sud.

## Systématique
- Le genre Stolidoptera a été décrit par les entomologistes Lionel Walter Rothschild et Karl Jordan en 1903[1].
- L'espèce type pour le genre est Stolidoptera tachasara (Druce, 1888).

### Liste des espèces
- Stolidoptera cadioui Haxaire, 1997
- Stolidoptera tachasara (Druce, 1888)